# 哈萨克斯坦历史
哈萨克斯坦历史叙述了欧亚大陆上的最大草原带以及其众多民族的过去。

## 早期历史
在石器时代早期，人类开始在今哈萨克斯坦居住。約公元前4000年至3000年，波泰人在此馴服馬匹。公元前3世纪－前1世纪，哈萨克境内出现了烏孫、康居与奄蔡國。在公元前500年至500年，塞种人和匈奴人在此居住。

## 1世纪至8世纪
根据塔西陀的记载，贵霜人在阿特劳州居住直至公元91年。
公元6世纪至8世纪建立过西突厥汗国、突骑施，康国联盟、康里。

## 8世纪至15世纪
750-1055年，突厥部落的葛逻禄在今哈萨克斯坦东部建立葛逻禄葉護国。8世纪南部被阿拉伯人与萨曼王朝占领，9世纪至12世纪时，西部和西南部、南部和北部先后加入乌古斯、黑汗和基馬克、钦察等国。12世纪上半叶，遭契丹人的入侵（西辽）。13世纪初，被蒙古人征服并受金帐汗国控制。

## 哈萨克汗国（1465年—1847年）
15世纪由朮赤系的蘇丹克烈汗與賈尼別克前往蒙兀兒斯坦成立哈萨克汗国。其後與烏茲別克人及葉爾羌汗國爭戰。
18世纪初，进行了反对卫拉特蒙古准噶尔汗国入侵的斗争——两百年战争。

## 俄罗斯帝国统治（1847年—1917年）
从1830年代至1840年代开始，逐步被俄罗斯帝国占领。19世纪下半叶，被俄罗斯帝国侵占，此后哈萨克人开始融入欧洲。在侵占哈薩克後，在地方行政上實施阿卡蘇丹制，即是年長蘇丹制，由哈薩克的長老(阿克撒卡爾)擔任，二年一任，無限制連任，是俄羅斯人的助手。也按職務給予一定的釆邑。

## 阿拉什自治国（1917年—1920年）
1917年11月，哈萨克境内民族主义团体趁十月革命之机，宣布脱离俄罗斯管辖，于1917年12月13日成立阿拉什自治国。随后追剿白军的俄罗斯红军入境阿拉什，并开始与之谈判。1919-1920年间，哈萨克境内的白军被全部消灭后，布尔什维克党于1920年8月26日解散了阿拉什自治共和国，属俄罗斯联邦。

## 苏联统治（1920年—1991年）
1925年4月19日，中亚各国按民族划界，改称哈萨克苏维埃自治共和国。1936年成为苏联加盟共和国。1986年發生阿拉木图十二月事件為蘇聯時期哈薩克最大規模的一場學生運動。1990年10月25日，发表主权宣言。

## 哈萨克斯坦共和国（1991年至今）
1991年12月16日，宣布独立，改称哈萨克斯坦共和國，同年12月21日加入独立国家联合体。
1997年12月10日，哈萨克斯坦的首都从阿拉木圖迁至阿斯塔納。